# Rybník Neratov
Rybník Neratov je přírodní památka severovýchodně od obce Pozděchov v okrese Vsetín. Důvodem ochrany je zachovalý mokřadní ekosystém s výskytem cenného společenstva vodních bezobratlých a obojživelníků. Součástí památky je i stejnojmenný rybník.

## Historie
V roce 2013 byla dokončena revitalizace rybníka za 2,8 miliónů korun z Operačního programu Životního prostředí. V jejím rámci bylo odtěženo 2 250 m3 bahna a opravena hráz rybníka. Opravy se dočkal taktéž bezpečnostní přeliv a vznikl nový odvodňovací příkop.